# Divan van den Heever
Divan van den Heever (Pietersburg, 19 november 1982) is een Zuid-Afrikaans golfprofessional. Ze debuteerde in 2001 op de Sunshine Tour.

## Loopbaan
In 2001 werd van den Heever een golfprofessional en golfde sindsdien op de Sunshine Tour. Zijn eerste profzege was in oktober 2004 door het Bearingman Highveld Classic te winnen.

## Prestaties

### Amateur
- 1997: Junior Inter Provincial Golf
- 2000: Inter Provincial Golf (Northern Province)

### Professional
Sunshine Tour
| Nr. | Datum           | Toernooi                    | Score        | Score | Info  |
| --- | --------------- | --------------------------- | ------------ | ----- | ----- |
| 1   | 10 oktober 2004 | Bearingman Highveld Classic | 67+67+64=198 | –18   | [ 1 ] |